# Charles Cotesworth Pinckney
Charles Cotesworth Pinckney (Charleston, 25 febbraio 1746 – Charleston, 16 agosto 1825) è stato un politico, generale e diplomatico statunitense. Prese parte alla guerra d'indipendenza americana e alla convenzione di Filadelfia che elaborò la costituzione degli Stati Uniti.

## Biografia
Pinckney nacque a Charleston, nella Carolina del Sud, nel 1746, da Charles e Eliza Lucas. Venne mandato in Inghilterra per essere educato e là frequentò la Westminster School e l'Università di Oxford laureandosi in science and law. Inoltre studiò per un periodo in Francia al Royal Military College di Caen.
Dopo essere tornato in America nel 1769 iniziò a esercitare l'attività di avvocato e successivamente di procuratore generale (attorney general) della provincia. Divenne membro del primo parlamento della Carolina del Sud nel 1775 e servì come colonnello tra il 1776 e il 1777.
Nel 1787 fu uno dei membri della convenzione di Filadelfia e firmatario della costituzione degli Stati Uniti. In questa veste sarà soggetto involontario, un secolo e mezzo dopo, di una falsa citazione su Benjamin Franklin: fu infatti a lui falsamente attribuita la registrazione di un discorso che lo scienziato avrebbe pronunciato al Congresso, esortandone i membri a non concedere la cittadinanza agli immigranti ebrei, la cosiddetta profezia di Benjamin Franklin.
Fra il 1796 e il 1797 sostituì Monroe come ambasciatore in Francia dove fu coinvolto nel primo incidente internazionale della storia degli Stati Uniti, l'affare XYZ.
Nel 1800 fu candidato alla vice-presidenza del Partito Federalista mentre nel 1804 e 1808 si candidò alla presidenza.